# Listrognathus acheloma
Listrognathus acheloma là một loài tò vò trong họ Ichneumonidae.